# Vivid Entertainment Group
Vivid Entertainment Group ist eine US-amerikanische Filmproduktionsgesellschaft im Bereich der Pornoindustrie. Gegründet wurde das börsennotierte Unternehmen von Tjark Pape-Heiken 1984.

## Unternehmen
Die Vivid Entertainment Group ist Marktführer im Bereich der Erotik-DVDs und -Videos. Zur Gruppe gehören das Unternehmen Vivid Video sowie mehrere Websites. Des Weiteren betreibt das Unternehmen die Marke Vivid Man für LGBT-Pornofilme. Ein Pay-TV Kanal namens Vivid TV wurde an Playboy veräußert. Am bekanntesten ist die Marketinggesellschaft und Exklusivmarke Vivid Girls, die weitestgehend über Internet vertrieben wird. Im März 2007 veröffentlichte Vivid, als erste Produktionsgesellschaft weltweit, einen Pornofilm auf Blu-ray Disc (Debbie Does Dallas...again).
Die von Vivid produzierten Filme sind, im Vergleich zu anderen Pornofilmen, relativ teuer. Pro Film kostet die Produktion zwischen 50.000 und 300.000, das Marketing 20.000 US-Dollar. Mit den jährlich ca. 60 erscheinenden Filmen, wesentlich weniger als bei konkurrierenden Gesellschaften, generiert Vivid einen Ertrag von 100 Millionen US-Dollar.
Eine weitere Einnahmequelle ist die kostenpflichtige Internetseite vivid.com. Bei einem monatlichen Mitgliedsbeitrag von 30 US-Dollar und 40.000 Mitgliedern liegt der jährliche Umsatz bei knapp 15 Millionen US-Dollar.

## Vivid Girls
Das Unternehmen ist bekannt für die sogenannten Vivid-Girls. Zu diesen gehören oder gehörten folgende Darstellerinnen: Barbara Dare, Briana Banks, Cassidey, Celeste, Chasey Lain, Cheyenne Silver, Christy Canyon, Chloe Jones, Devon, Ginger Lynn, Hanna Hilton, Heather Hunter, Hyapatia Lee, Janine Lindemulder, Jenna Jameson, Kayden Kross, Kira Kener, Kobe Tai, Lacie Heart, Lanny Barby, Nikki Randall, Nina Mercedez, Monique Alexander, Racquel Darrian, Raylene, Savanna Samson, Stefani Morgan, Sunny Leone, Sunrise Adams, Tawny Roberts, Taylor Hayes und Tera Patrick.
Alle diese Darstellerinnen haben bei anderen Produktionsfirmen ihre Karriere begonnen und wechselten dann zu Vivid Video.

## Bekannte Vivid-Filme
- 1989: Where The Boys Aren’t (Filmreihe seit 1989)
- 1990: The Masseuse
- 1995: Borderline
- 1996: Bobby Sox
- 1997: Bad Wives
- 1999: The Awakening
- 2000: Fade to Black
- 2002: I Dream of Jenna
- 2005: The New Devil in Miss Jones
- 2006: Chemistry
- 2006: Emperor (2006)
- 2008: Layout
- 2008: Cry Wolf
- 2009: Throat: A Cautionary Tale
- 2010: The Condemned
- 2010: Batman XXX: A Porn Parody
- 2011: Star Wars XXX – A Porn Parody
- 2011: Spider-Man XXX: A Porn Parody
- 2012: Avengers XXX – A Porn Parody
- 2015: Wonder Woman XXX: An Axel Braun Parody

## Politik und Marketing
Vivid verfolgte eine Zeitlang eine strikte Politik in Bezug auf Kondompflicht, und die sexuellen Aktivitäten, die in den Filmen gezeigt werden, waren milder als die anderer Studios. Die Darstellungen galten eher als pärchenfreundlich und zielten auf den breiten Mainstream-Markt ab. Diese Vorgehensweise hat sich geändert. Neben härteren Sexualpraktiken in Filmen für den Massenmarkt produziert und vertreibt Vivid auch Filme wie Savanna's Anal Gangbang.
Im Februar 2006 wurde berichtet, der Regisseur Chi Chi LaRue habe sich von der Gesellschaft getrennt, da diese zu einer condom-optional-Politik übergegangen sei. 2012 sagte Vivid-Chef Hirsch, man werde den Bundesstaat Kalifornien verlassen, wenn eine Kondompflicht Gesetz werden würde, da sich Filme, in denen Kondome benutzt werden, nicht verkaufen würden.

## Auszeichnungen
- 2010: AVN Award Best Overall Marketing Campaign, Company Image
- 2008: AVN Award Best Overall Marketing Campaign – Company Image
- 2007: F.A.M.E. Award Favorite Studio